# عبد العزيز بن إبراهيم الإبراهيم
عبد العزيز الإبراهيم، أمير من أمراء البلدان والمناطق في المملكة العربية السعودية في عهد الملك عبدالعزيز آل سعود.

## أسرة الإبراهيم والسياسة
تنتمي أسرة الإبراهيم إلى قبيلة الفضول من طيء، وقد برز منهم في عصر الدولة السعودية الثانية (عبد الرحمن الإبراهيم) في عهد الإمام فيصل بن تركي، وتولى عدد من المهام، منها":
- إمارة ضرما.
- قاد سرية إلى عًمان في عام1263هـ.
- قاد سرية للقضاء على تمرد بريدة.
- تولى إمارة بريدة في عام 1277هـ.
- تولى إمارة الأفلاج (في عهد الإمام عبد الله الفيصل) وبعدما كف بصره تولى الإمارة ابنه الأمير إبراهيم بن عبد الرحمن وكان ذلك في عهد الإمام عبد الله الفيصل.

وبعدما سيطر الأمير محمد العبدالله الرشيد على الرياض عام 1315هـ أمر الأمير محمد ابن إبراهيم أن ينتقل مع عائلته إلى حائل، وبالفععل استقر بها حتى ضمها الملك عبد العزيز، ثم انتقل من حائل إلى مكة المكرمة للمجاورة فيها ومكث فيها حتى توفي.

## عبد العزيز الإبراهيم في السياسة

### في حائل
كان الأمير عبد العزيز أحد الأبناء الستة للأمير إبراهيم، وقد استطاعت أسرة الإبراهيم أن تكسب مكانة لدى أمير حائل، فكان عبد العزيز آل إبراهيم مفاوضًا من طرف الأمير محمد الطلال الرشيد لملك عبدالعزيز قبل ضم حائل عام 1340هـ.

### في أبها
بعد ضمت حائل إلى حكم الملك عبد العزيز رجع عبد العزيز بن إبراهيم إلى الرياض بناء على أمر الملك عبد العزيز، وبعد عام واحد -1341هـ- أصدر الملك عبد العزيز أمره إلى ابن إبراهيم بأن يتولى إمارة أبها، وعندما تلقى الأمر سكت، «فقال له الملك [عبد العزيز]: لا يبعد الأوطان يا ولدي غير أسمائها رد ابن إبراهيم وكان غير متحمس لهذا العمل: ولكن إذا أنهيت مشكلة التمرد في أبها أعود للرياض؟ فابتسم الملك -يرحمه الله- وكان تعيينه في أبها في شوال عام 1341هـ».

### في الطائف
يعتبر عبد العزيز الإبراهيم أول أمير للطائف في الدولة السعودية الثالثة، وقد تولى الإمارة عام 1343هـ، ومما قيل في إمارته:
«عندما عين الأمير عبد العزيز بن إبراهيم في إمارة الطائف كانت الأحوال الأمنية ليست على ما يسر فتعقب أصحاب الجرائم وقطاع الطرق وقضى عليهم، حتى أصبح الإنسان يرى الضالة في الطريق فلا يقربها وإنما يبلغ عن مكان وجودها فيذهب لها رجال الإمارة».

### في المدينة المنورة
أصدر الملك عبد العزيز أمرًا بنقل الأمير عبد العزيز الإبراهيم من إمارة الطائف إلى إمارة المدينة المنورة، وقد وجه الملك عبد العزيز رسالة إلى أهالي المدينة المنورة، وجاء فيها: «فلعلكم تسمعون بشدة عبد العزيز بن إبراهيم وتهابون منه، وهذا شيء لا حقيقة له، إن ابن إبراهيم شديد على العاتي...»
ومن أهم أعماله في المدينة المنورة أنه افتتح وعلى حسابه الخاص طريقًا من المدينة إلى قبا.

### في مجلس الوكلاء
```
في عام 1355هـ أصدر الملك عبد العزيز أمرًا بنقل ابن إبراهيم من المدينة المنورة إلى مكة المكرمة؛ ليكون عضوًا في مجلس الوكلاء.
[
2
]
```

## ثقافته ورعيته للتعليم
- كان للأمير عبد العزيز الإبراهيم عندما تولى إمارة المدينة المنورة مجلس ليلي بمثابة المنتدى وارتاده العلماء والأدباء والمؤرخون والأعيان، ومنهم عبد القدوس الأنصاري، وعلي حافظ، وعبد الله فيلبي.
- كان الأمير عبد العزيز الإبراهيم ضمن اللجنة المكلفة لمراجعة كتاب صقر الجزيرة لأحمد عبد الغفور عطار.
- حرص أن تصدر مجلة المنهل أثناء تو ليه إمارة المدينة المنورة.
- تولى اللجنة المسؤولة عن الاختبارات النهائية على مستوى المدينة المنورة والتي كانت تستمر شهرًا.
- رعى الحفلات الختامية في مدارس المدينة المنورة مثل: مدرسة العلوم الشرعية.[3]

## وفاته
استمر ابن إبراهيم بالعمل في مجلس الوكلاء حتى أصابه مرض عضال أعاقه عن العمل لعدة أشهر، وقد سافر إلى مصر من أجل العلاج، ولكنه توفي فيها عام 1365هـ وهو لم يتجاوز الخامسة والسبعين من عمره.

## وصلات خارجية
- عبد العزيز آل إبراهيم.. «ذراع ابن سعود» في تثبيت الأمن والتنمية في المناطق